# 東北大学医療技術短期大学部
東北大学医療技術短期大学部（とうほくだいがくいりょうぎじゅつたんきだいがくぶ、英語: College of Medical Sciences Tohoku University）は、宮城県仙台市青葉区星陵町2-1に本部を置いていた日本の国立大学である。1973年に設置され、2007年に廃止された。大学の略称は医短。

## 概要

### 大学全体
- 宮城県仙台市青葉区に所在した3年制の国立短期大学。
- 1973年、東北大学医学部に併設される形で開学し、3つの学科と専攻科1専攻を擁していた。
- 2003年度の入学生を最後に[注釈 2]、2007年に短期大学としての使命を終える[注釈 3]。

### 教育および研究
- 東北大学医療技術短期大学部は旧来の医学部附属看護学校・同附属診療放射線技師学校・同附属臨床検査技師学校を統合かつ発展改組する形で新設されたため、看護・放射線技師・臨床検査技師の養成をベースに医学部附属病院での臨床実習も取り入れられていた。

### 学風および特色
- 東北大学医療技術短期大学部は高度の専門性を有し、高い人格と豊かな人間性を備えた医療技術者の育成を目的として設立された。
- 合宿研修旅行が看護学科で4月に、診療放射線学科と衛生技術学科で5月に、専攻科で9月に行われていた。

## 沿革
- 1913年
  - 5月3日  東北帝国大学医学専門部附属医院看護婦養成所が開設される。（県立宮城病院の看護婦養成所を移管）
- 1919年
  - 6月12日 東北帝国大学医学部附属医院産婆養成所が開設される。
- 1945年
  - 6月16日 東北帝国大学医学部附属医院厚生女学部が開設される。
- 1946年
  - 4月1日 東北帝国大学が東北大学となる。
- 1947年
  - 5月2日 産婆養成所が助産婦養成所となる。
- 1951年
  - 4月1日 東北大学医学部附属病院高等看護学校、同助産婦養成所が設置される。
- 1952年
  - 4月1日 東北大学医学部附属看護学校、同助産婦学校が設置され、附属病院高等看護学校、同助産婦養成所が廃止される。
- 1953年
  - 8月1日 東北大学医学部附属診療エックス線技師学校が設置される。
- 1962年
  - 4月1日 東北大学医学部附属衛生検査技師学校が設置される。
- 1969年
  - 4月1日 東北大学医学部附属診療放射線技師学校が設置され、診療エックス線技師学校が廃止される。
- 1973年
  - 9月29日 左記を以て文部省[注 1]より短期大学の設置が認可される[注 2]。
- 1974年
  - 4月1日 東北大学医療技術短期大学部が以下の学科体制にて開学[7][8]。
    - 看護科 入学定員80名
    - 診療放射線技術科 入学定員40名
    - 衛生技術科 入学定員40名
- 1975年
  - 5月1日 学生数[9]/定員
    - 看護科 126[注釈 4]/160
    - 診療放射線技術科 66[注 3]/80
    - 衛生技術科 91[注釈 5]/80
- 1976年
  - 4月1日 学科名を以下の通り改称する[注 4]。
    - 看護科→看護学科
    - 診療放射線技術科→診療放射線技術学科
    - 衛生技術科→衛生技術学科

  - 5月1日 学生数[11]/定員
    - 看護科 140[注釈 4]/240
    - 診療放射線技術科 82[注 5]/120
    - 衛生技術科 88[注釈 5]/120
- 1979年
  - 4月1日 専攻科の設置が認められ、以下の課程を設ける[注 6]。
    - 助産学特別専攻 入学定員20名
- 1985年
  - 5月1日 学生数[14]/定員
    - 看護学科 229[注釈 6]/240
    - 診療放射線技術学科 124[注 7]/120
    - 衛生技術学科 117[注 8]/120
- 1986年
  - 5月1日 学生数[15]/定員
    - 看護学科 233[注釈 6]/240
    - 診療放射線技術学科 120[注 9]/120
    - 衛生技術学科 124[注 10]/120
- 1987年
  - 5月1日 学生数[16]/定員
    - 看護学科 234[注釈 7]/240
    - 診療放射線技術学科 125[注 11]/120
    - 衛生技術学科 132[注 12]/120
- 1992年
  - 5月1日 学生数[注 13]/定員
    - 看護学科 240[注釈 7]/240
    - 診療放射線技術学科 126[注 14]/120
    - 衛生技術学科 123[注 15]/120
- 1999年
  - 5月1日 学生数[19]/定員
    - 看護学科 242[注 16]/240
    - 診療放射線技術学科 124[注 17]/120
    - 衛生技術学科 117[注 18]/120
- 2003年
  - 4月1日 この年度で短期大学としての学生募集を最終とする[注釈 2]。
- 2007年
  - 3月31日 左記をもって正式に廃止となる[注釈 3]。

## 基礎データ

### 所在地
- 宮城県仙台市青葉区星陵町2-1[注釈 1]

### 象徴
- 東北大学医療技術短期大学部のカレッジマークは右記資料にあり[注 19]。

## 教育および研究

### 組織

#### 学科
- 看護学科 入学定員80名[注釈 8]
- 診療放射線技術学科 入学定員40名[注釈 8]
- 衛生技術学科 入学定員40名[注釈 8]

#### 専攻科
- 助産学特別専攻 入学定員20名[注 20]

#### 別科
- なし

#### 取得資格について
受験資格
- 看護師：看護学科
- 診療放射線技師：診療放射線技術学科
- 臨床検査技師：衛生技術学科
- 助産師：専攻科助産学特別専攻

### 研究
- 『東北大学医療技術短期大学部紀要』[24]

## 学生生活

### 部活動・クラブ活動・サークル活動
- 東北大学医療技術短期大学部では、クラブ活動は短期大学部学友会が中心となって行われていた[25]。
  - 体育系：軟式野球・卓球・テニス・バドミントン・バレーボール・バスケットボールほか
  - 文化系：茶道・邦楽・軽音楽・囲碁・将棋・写真・映画・セツルメント・インターネットほか

### 学園祭
- 東北大学医療技術短期大学部の学園祭は「医短祭」と呼ばれ、概ね7月に行われていた。

## 大学関係者と組織

### 大学関係者一覧

#### 大学関係者
歴代学長
- 前田四郎
- 石田名香雄
- 西澤潤一
- 阿部博之

## 施設

### キャンパス
- キャンパスは東北大学星陵キャンパス内に設置されていた。

### 寮
- なし

## 対外関係

### 系列校
- 東北大学

## 卒業後の進路について

### 編入学･進学実績
- 看護学科：山形大学・山梨医科大学・宮城大学・群馬大学医療技術短期大学部専攻科・東北大学医療技術短期大学部専攻科ほか[25]。
- 衛生技術学科：東京医科歯科大学ほか[25]。
- 助産学特別専攻：山形大学ほか[25]。

## 関連サイト
- 東北大学医学部保健学科沿革
- 東北大学大学院 医学系研究科・医学部 沿革